# Sladovna (Kroměříž)
Sladovna (německy Sladownia) je bývalé předměstí v Kroměříži ve Zlínském kraji. Pod názvem Kroměříž Sladovna se do roku 1858 také jednalo o samostatné katastrální území.

## Historie
Předměstí Sladovna vzniklo před Mlýnskou bránou, severozápadně od samotné Kroměříže, z dřívějšího Sladovnického předměstí. Tvořeno bylo dvěma urbanistickými částmi, které od sebe oddělovalo jedno z vedlejších ramen Moravy, jež později zaniklo. Jeho tok byl veden přibližně v trase nynější Resslovy ulice, poté se stáčel na severovýchod a vedl přes dnešní tenisové kurty do Podzámecké zahrady. Jižně od tohoto ramena se nacházelo vlastní předměstí se shlukovou zástavbou (současné ulice Na Kopečku, Lázeňská, Chobot, Volného), zatímco za vodním tokem se nacházela oboustranná ulicovka (ulice Na Sladovnách). Součástí katastru Sladovny byla také většina Podzámecké zahrady, zástavba ulice Malý val, východní fronta ulice Kojetínské a severní část náměstí Míru. Katastrální území však úzkým pruhem obtáčelo téměř celé historické město až na konec ulice Blahoslavovy a obsahovalo v tomto prostoru cestu (ulice 1. máje, Tovačovského) a předhradební prostor, který nebyl v první třetině 19. století zastavěn (tento předměstský prstenec nesl v první polovině 20. století název Příkopy). V roce 1858 bylo katastrální území zrušeno a jeho plocha byla přičleněna ke katastru města.
V průběhu druhé poloviny 19. století došlo k urbanizaci bývalého katastru Sladovny a k vytvoření městské třídy s historizující zástavbou (ulice 1. máje, Tovačovského), zatímco samotné předměstí před Mlýnskou bránou si z větší části ponechalo svůj předměstský ráz. V ulici Malý val byl již roku 1844 vybudován areál kláštera milosrdných sester sv. Vincence s nemocnicí, jenž byl později několikrát rozšiřován, a také budovy Arcibiskupského gymnázia.

## Pamětihodnosti
- Podzámecká zahrada
- Biskupská mincovna
- Biskupský pivovar
- Maxmiliánův vodovod
- sousoší Zvěstování Panny Marie od Jeana Baptista Dieussarda
- sousoší Loučení Krista s Pannou Marií od Jeana Baptista Dieussarda

## Galerie

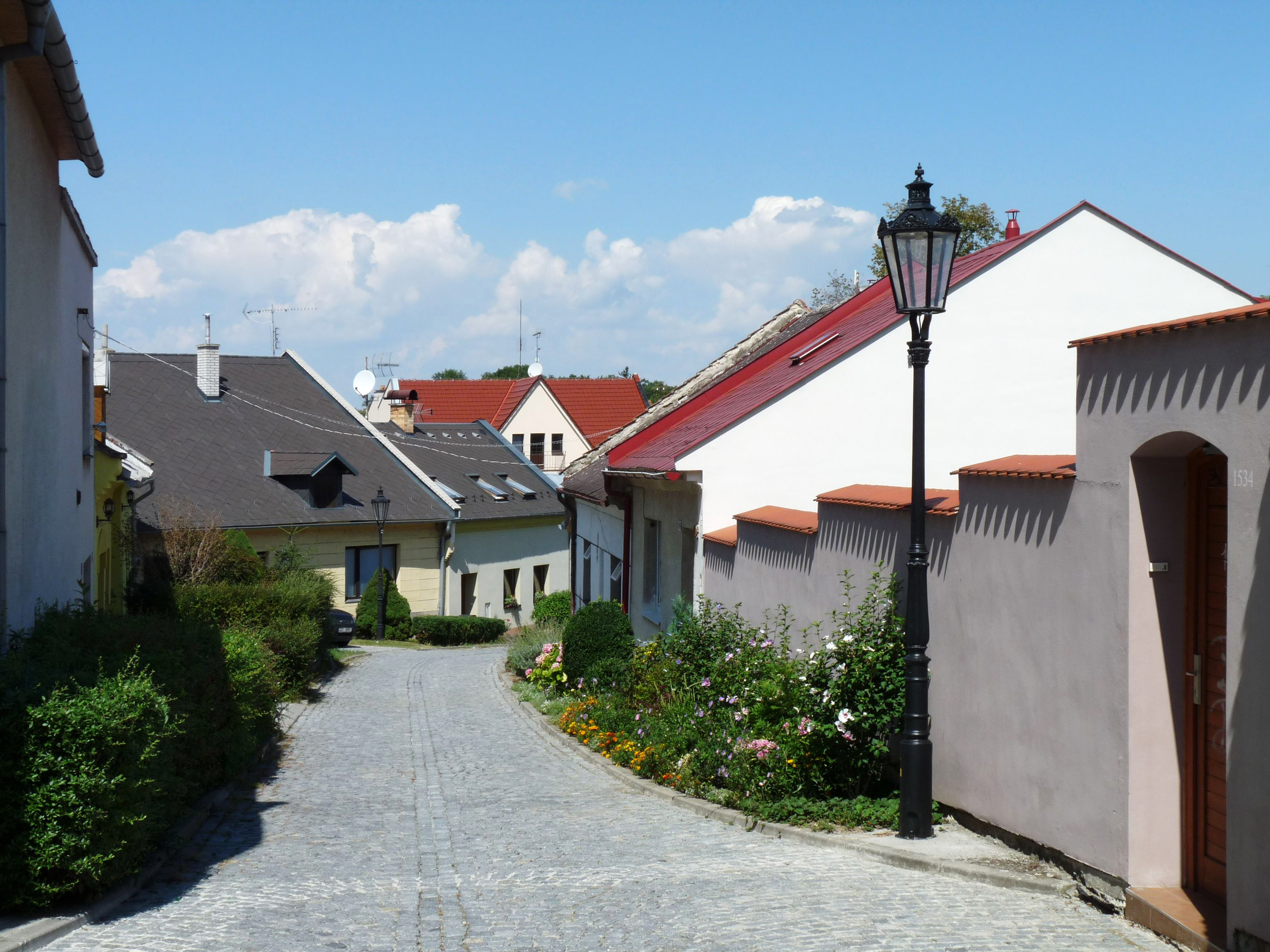
Ulice Volného
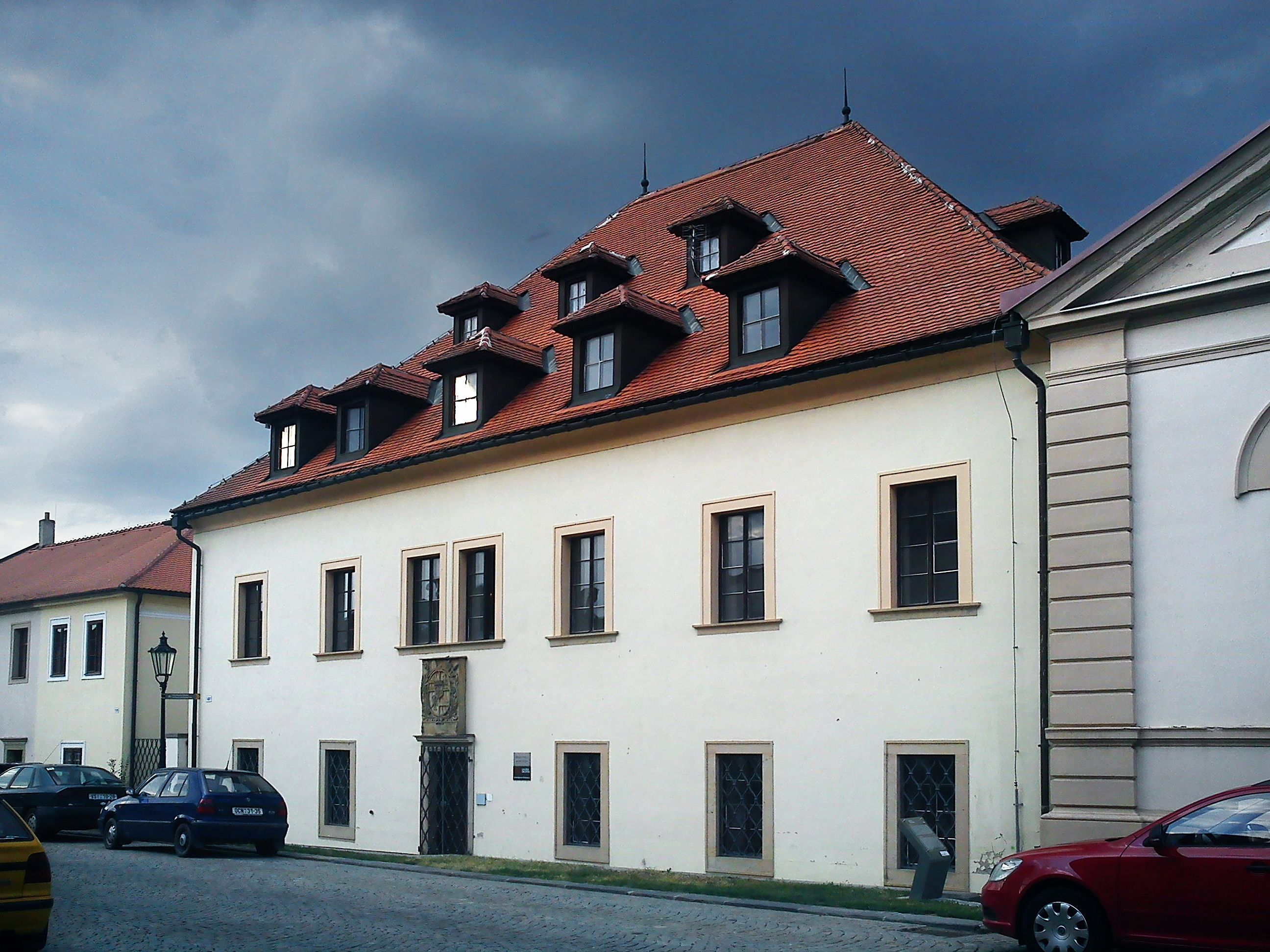
Biskupská mincovna
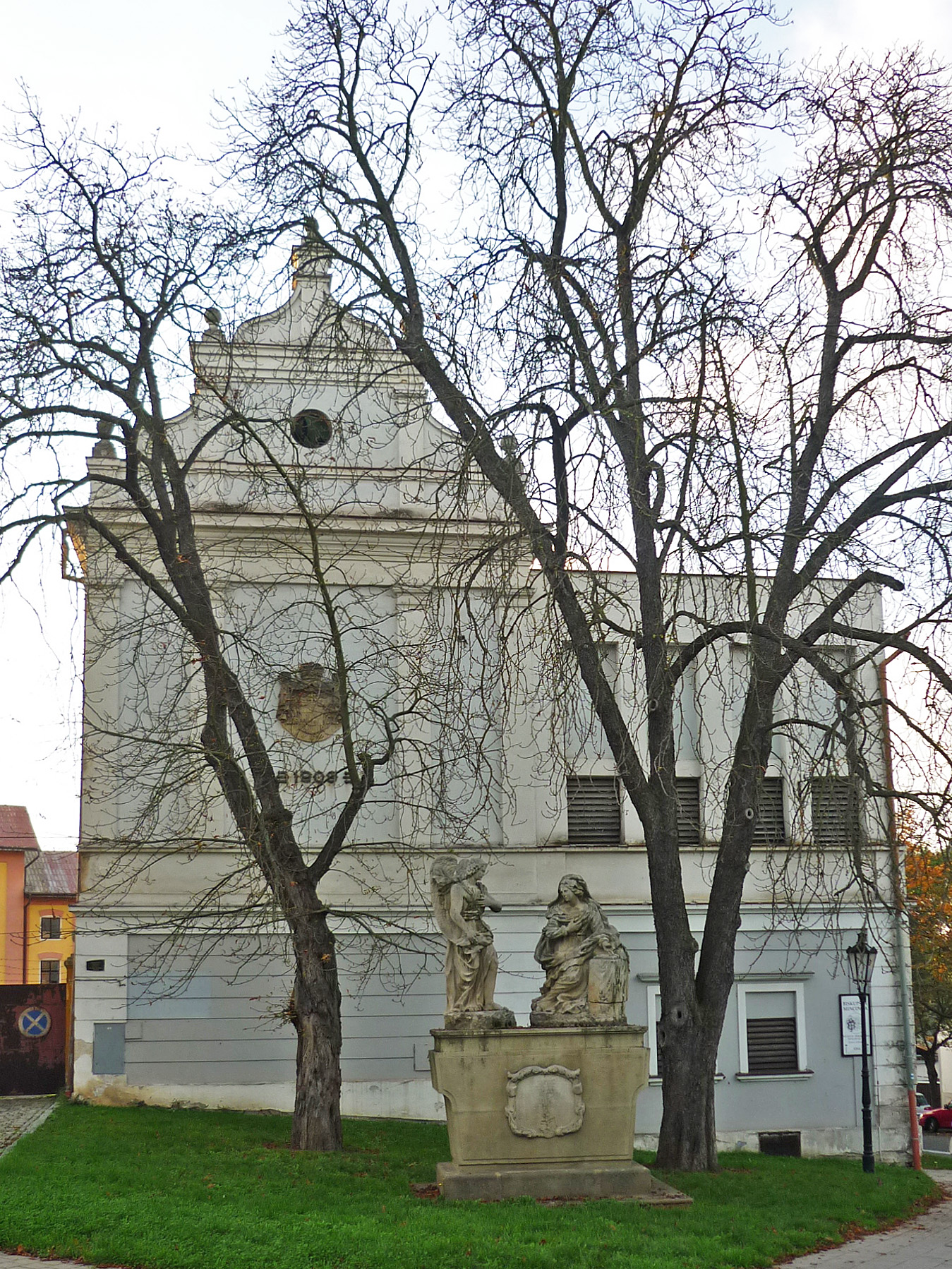
Biskupský pivovar
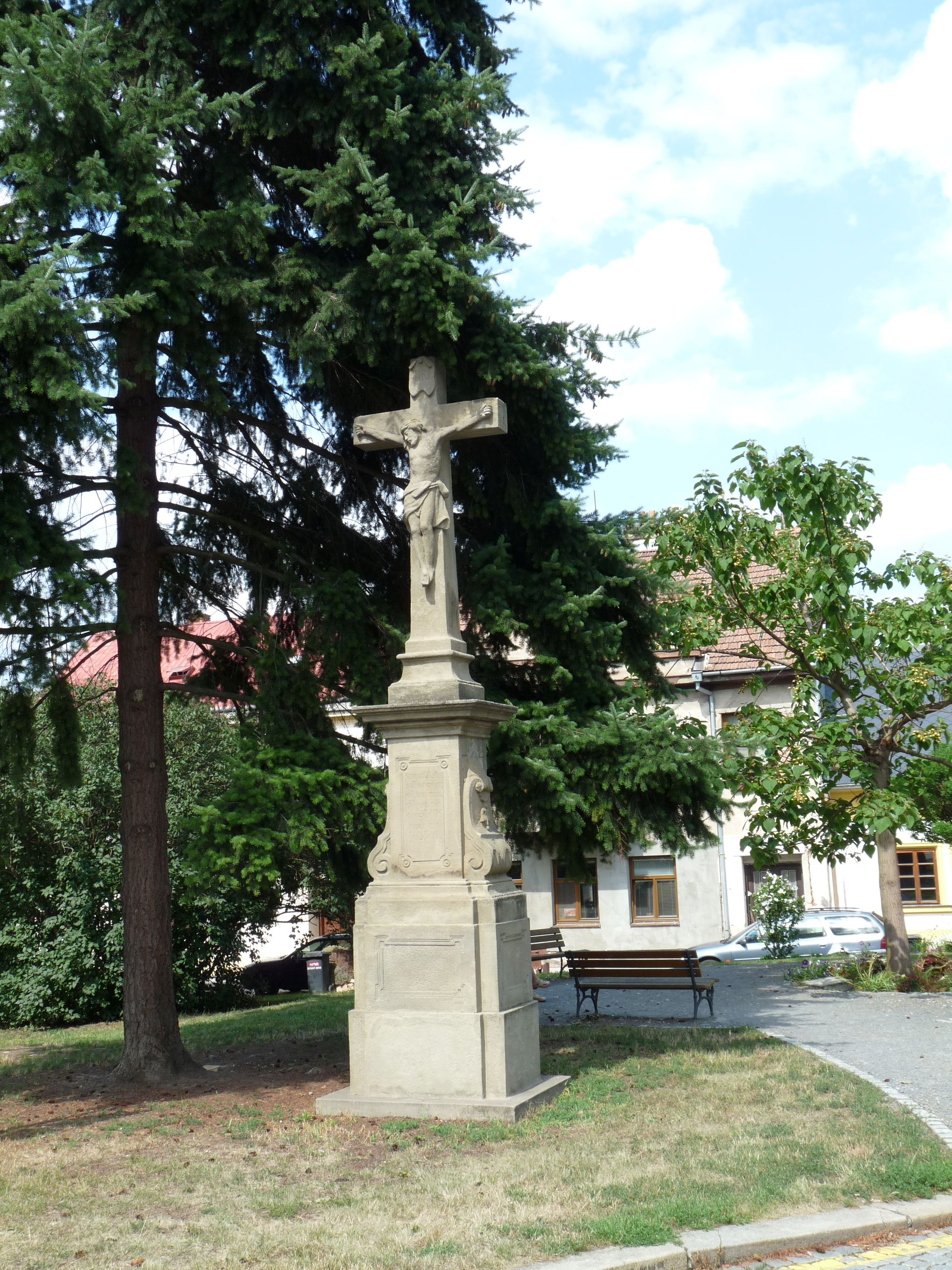
Kříž v ulici Lázeňské
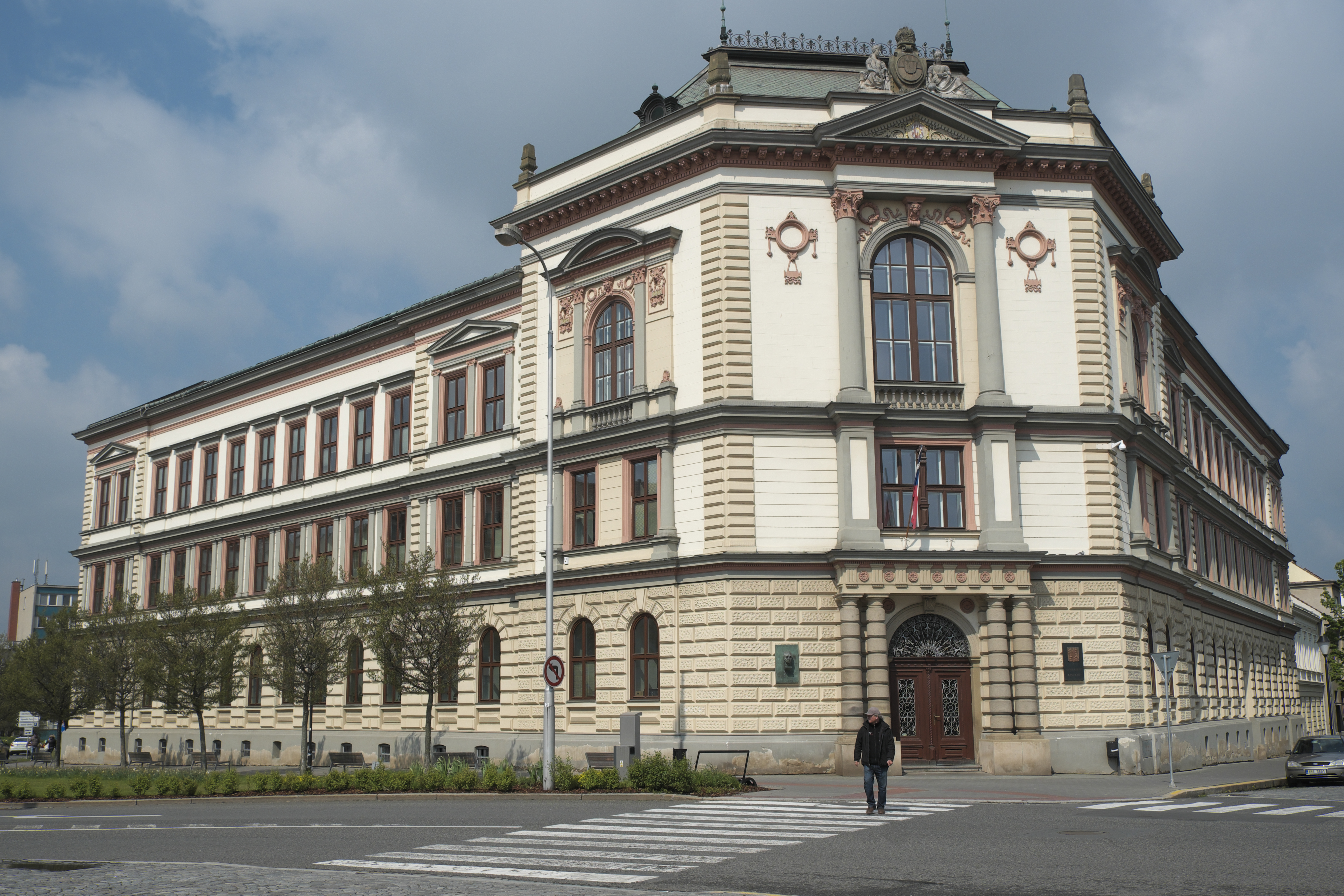
Gymnázium Kroměříž na Masarykově náměstí
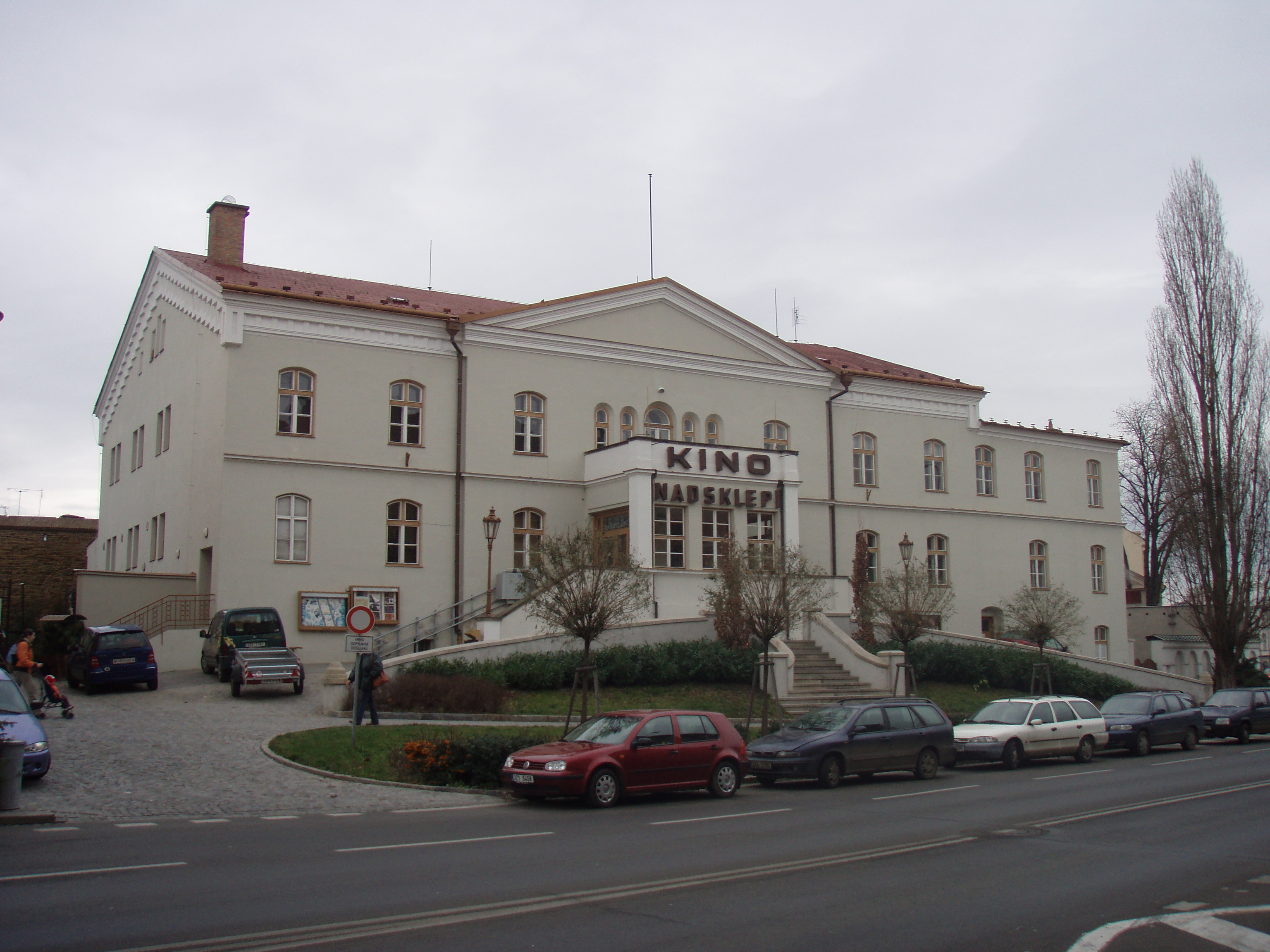
Novoklasicistní kino Nadsklepí v ulici 1. máje
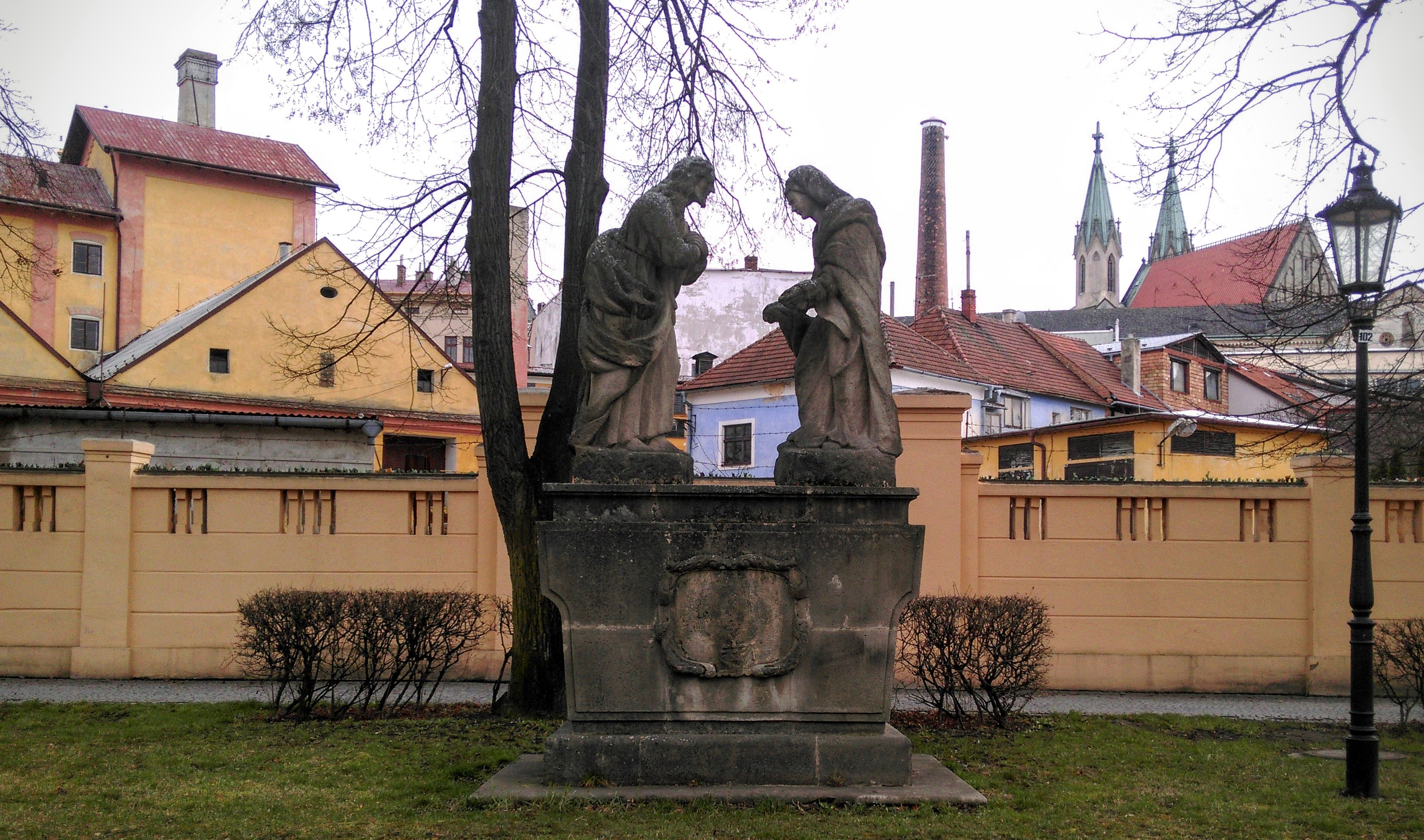
sousoší Loučení Krista s Pannou Marií v ulicí Chobot
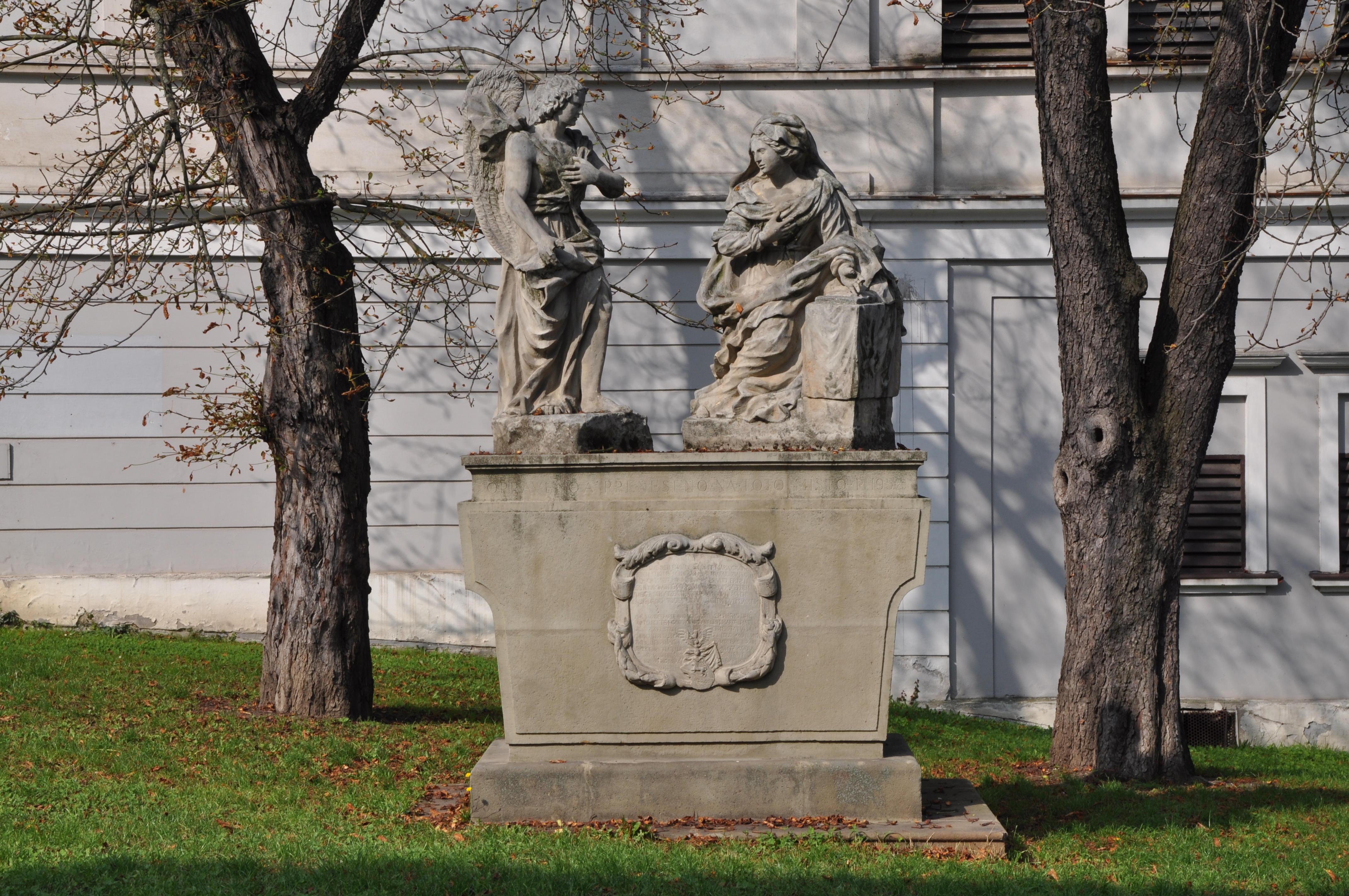
Sousoší Zvěstování Panny Marie v ulici Na Kopečku